# Monléon-Magnoac
Monléon-Magnoac är en kommun i departementet Hautes-Pyrénées i regionen Occitanien i sydvästra Frankrike. Kommunen ligger i kantonen Castelnau-Magnoac som tillhör arrondissementet Tarbes. År 2022 hade Monléon-Magnoac 408 invånare.

## Befolkningsutveckling
Antalet invånare i kommunen Monléon-Magnoac
| Referens: INSEE |